# Homo luzonensis
Homo luzonensis var en förhistorisk människa som 2007 upptäcktes i form av fossila ben och tänder, i en grotta vid Sierra Madre  på ön Luzon. Forskarna kallar den utdöda människoarten för Homo luzonensis. Inget DNA har kunnat urvinnas från fynden, som kommer från två vuxna och en ung person. Enligt forskarnas uppskattningar dateringar av kvarleverna levde individerna för 67 000 år sedan, och en annan datering gjord på omgivande fynd från en humanoid tand och växter i samma kulturlager daterar fynden till cirka 50 000 år sedan.

## Utseende
Hur arten såg ut är forskarna än så länge försiktiga med att spekulera kring, men uppskattningar visar att arten var runt en meter lång. 